# 中共中央党校

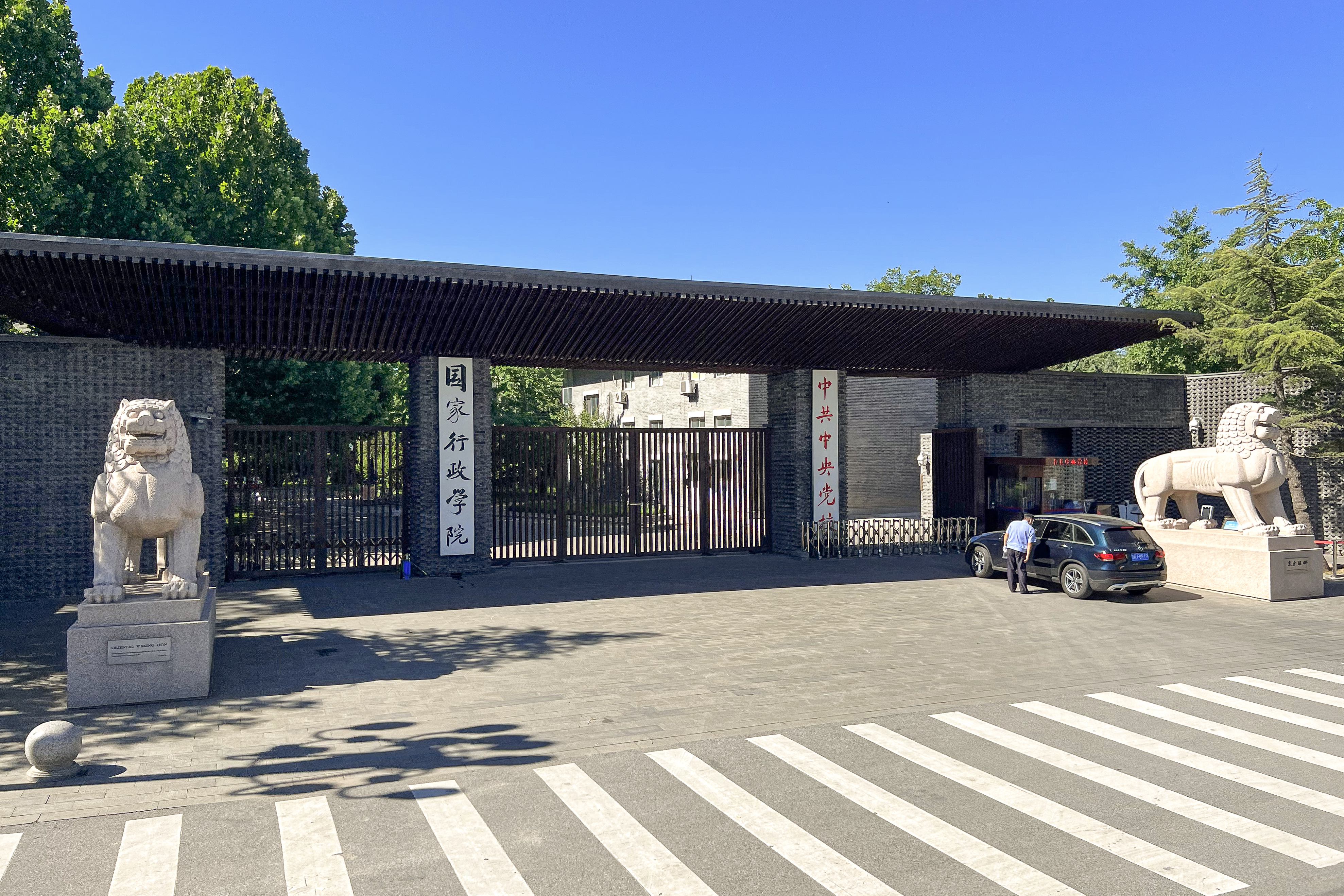
中央党校研究生院（自得园）

中共中央党校，简称中央党校，為正部級中共中央直屬事业单位，位于北京市，是中共中央主办的“轮训培训党的高中级领导干部和马克思主义理论干部的最高学府”，也是国家批准的博士、硕士学位授权单位，2018年起与国家行政学院一个机构两块牌子。
2019年，《中共中央党校學報》（創刊於1997年）及《国家行政学院學報》（創刊於2000年）合併為《中共中央党校（国家行政学院）學報》。

## 沿革

### 中共成立早期
1924年5月，中共第一次中央执委会扩大会议认为：“党内教育的问题非常重要，而且要急于设立党校养成指导人才。”根据这个决议，成立了两所最早的党校——安源党校、北京党校。
1925年1月，中共四大重申：“党中教育机关除支部具其一部分作用，另外于可能时更有设立党校有系统地教育党员……增进党员相互间对于主义的深切认识之必要。”这时，全国党员只有900多人。
1925年10月中共中央扩大执行委员会通过的《宣传问题议决案》中指出：
现时党内所有的力量，只能开办下列两种形式的党校：

（一）各地委之下的普通的党校，造成群众的鼓动员。这种党校应当是工人的，毕业期限至多不过一月或一个半月。

（二）区委之下的高级党校教育一班政治智识较高的同志和已经有工作经验的同志——造成能够办党的能够做成负责任的工作的人才，毕业期限不要过三个月。
1926年2月，中共中央特别会议在北京举行，会上作出了《开办最高党校问题》的决定，明确提出“在北京及广州各办一长期党校”。
1927年4月底至5月上旬，中国共产党第五次全国代表大会在武汉举行。陈独秀作《政治与组织的报告》，提出：
关于党校问题，我们党目前需要成立党校。对于这个问题，有两种意见：一、中央想成立一个党校，二、各个地区也想成立党校。如果中央成立党校，讲师会更好一些，而各地成立党校，会更方便一些。据我看，前一种意见较好。中央有个计划，打算成立一个设立两个部并拥有五百人的党校。总之，这项工作现在非常重要。如果我们能在武汉守住，我们就在这里成立党校。
此后大会经过讨论，原则同意了在武汉创立中共中央党校的设想。为此，中共中央政治局常委于1927年5月22日开会，决定在武昌创办中央党校，并定学期为6个月，招收学员300名，定于1927年7月30日开学。特决定成立中共中央党校筹备处，组成人员为米夫、张秋人、任作民、陈潭秋；副教务主任为尹宽；事务主任为张秋人；翻译为李德昭、刘国章；庶务会计一人。然而，由于发生了七·一五事变，中央党校未能开学。

### 1927~1948
1933年3月13日，为纪念卡尔·马克思逝世50周年，中共苏区中央局决定将位于中央苏区首府瑞金的原中共苏区中央局党校改称马克思共产主义学校，由张闻天接替中共苏区中央局党校校长任弼时兼任校长，杨尚昆担任副校长，董必武担任教育长。1933年3月15日，第61期《红色中华》出版，其中报道称：
正当马克思逝世五十周年的纪念节，马克思共产主义学校开学了。十三日下午一时，全体学生暨各机关代表均到达该校，齐集礼堂，举行极庄严的开学典礼。中共中央局、中央政府与全总执行局代表均有重要演说，勉励学生努力学习马克思列宁主义。最后由校长训词，学生答词后，即宣布散会。
该校是由中共中央局、中华苏维埃共和国人民委员会、全总执行局和少共中央局等共同创办的。该校开学后，先后有刘少奇、陈云、董必武、李维汉、杨尚昆、成仿吾、冯雪峰等在该校任职或兼任教员。1934年7月，苏维埃大学并入该校。同年10月红军长征时停办，该校的干部和一部分学员随中央红军主力开始长征。在一年半时间里，初级班、中级班、高级班3批学员、大约300多人从马克思共产主义学校毕业，其中有基层干部也有高级干部，有党政军干部也有群众团体干部。
长征到达陕北之后，1935年11月，在瓦窑堡召开的中共中央政治局扩大会议（瓦窑堡会议）决定恢复“马克思共产主义学校”，并与“中共陕北特委党校”合并，定名为“中共中央党校”。中央党校在瓦窑堡培训两期学员之后，因红军东征而暂停办学。1936年6月，从瓦窑堡迁到保安县（今志丹县）任家坪一带。同年10月又迁到定边县，与红四方面军党校合并，在一所职业学校内办学。当时董必武任校长，冯雪峰任教务主任，后来由成仿吾接任教务主任。
1937年1月13日，中共中央进驻延安。同年2月10日，中央党校随之进驻延安，校址设在东郊桥儿沟的天主教堂。成为“培养地委以上及团级以上具有相当独立工作能力的党的实际工作干部及军队政治工作干部的高级与中级学校”。为开展全党整风运动和开好中共七大，从1939年至1943年，中共中央有计划、分期分批从全国各地抽调县团级以上党政军群领导干部到延安进行培训。当时，中央党校规模很大，分为6个学员部，六七千名县团级以上高中级领导干部集中在这里学习，同时参加整风。1941年12月17日，中共中央设立中央党校管理委员会，组成人员为邓发、彭真、陆定一、王鹤寿、胡耀邦等。1942年2月28日，中共中央政治局通过决定，中央党校改组，直属于中共中央书记处，毛泽东负责政治指导，任弼时负责组织指导；中央党校管理委员会由邓发、彭真、林彪组成，负责该校的日常管理工作。设六部：
- 党校一部：中央及各省负责同志；
- 党校二部：从前线调回延安学习的同志；
- 党校三部：党的理论工作者和作家；
- 党校四部：工农干部；
- 党校五部：陕甘宁边区的地方干部；
- 党校六部：新来边区的干部。

1943年3月20日，中共中央政治局决定，中央党校由中共中央宣传委员会（当时由毛泽东兼任书记）管理和领导。1943年3月之后，毛泽东兼任中央党校校长。1943年11月，毛泽东为延安中央党校的礼堂落成题词“实事求是”，明确中央党校的校训为“实事求是，不尚空谈”。
1948年7月24日，中共中央作出《关于开办马列学院的决定》，决定由中央直接创办一所高级党校，“名为马列学院，以刘少奇为院长，陈伯达为副院长”，教育长杨献珍。该《决定》规定马列学院的任务是：“比较有系统的培养具有理论的党的领导干部和宣传干部”。此即中共中央马克思列宁学院。学校刚成立时位于河北省平山县李家沟口村，据西柏坡约10里地，1948年11月8日开学，学员108人，其中女学员12人，编为马列学院第一班共12个组，学制一年半。对外称文工队。其中抗战前参加革命23人，抗战干部71人，解放战争入党12人；文化程度大学31人，高中36人，初中21人，未有学历的18人。

### 1949~1978
1949年3月27日学院全体师生乘7辆卡车，迁入北平香山慈幼院，后移驻碧云寺，10月25日迁入西苑自得园（原为清华大学农学院）。1951年根据刘少奇扩大校舍的意见，在自得园西北面的大有庄修建了50间平房，称为北院，自得院的校址称为南院。1951年8月第一班毕业。1950年9月至1953年9月招生三批编为第二至第九班。1953年分为第一部、第二部，分别为高校培养马列主义师资与为党培训领导干部。
1955年8月1日，马列学院正式更名为中共中央直属高级党校（简称中央党校），凯丰为院长。1966年该校被停办。
在马列学院或中央党校，自始便有火药味非常浓的意识形态理论论战，双方主要是校内的杨献珍与艾思奇。他们之间有中华人民共和国史上著名的“三次哲学论战”。早在中华人民共和国初期，以杨献珍为首的“综合经济基础论”与以艾思奇为首的“单一经济基础论”就曾交锋。1950年代，就黑格尔的“思维与存在的同一性”是否是唯物主义掀起了又一次交锋，杨献珍认为其是唯心主义，而艾思奇认为其是唯物主义。1962年至1964年，杨献珍的“合二而一”论与艾思奇的“一分为二”论发生论争，“合二而一”论在1964年遭到严厉的政治批判。这三次论战，毛泽东都不支持杨献珍。
1958年“三面红旗”开始，当时，中共河南省委第一书记吴芝圃领导的河南省在大跃进中连放“卫星”，杨献珍回忆：“当时河南省样样工作都好得了不得，居全国第一，号称千斤省，全省亩产小麦一千斤。小麦卫星、玉米卫星、钢铁卫星等等，一个接着一个地放，好不热闹。”于是在1958年9月，杨献珍安排哲学教研室由艾思奇带领到河南省禹县、长葛县、密县、登封县4个县的社队“参加劳动学习”。1958年底中共八届六中全会通过了《关于人民公社若干问题的决议》。1959年1月，杨献珍到河南省看望和了解党校干部工作及学习情况，后来写成《1959年纪事》。杨献珍在同河南老干部的闲谈中，“他们向我反映了下面的一些弄虚作假的情况，其中有密县人民粮食不够吃，营养不足，普遍发生浮肿病，饿死了人。卫生部派人来调查，确属事实。我所了感到十分震惊。”杨献珍还从河南省党代会简报及发言中看到中共登封县委书记的发言记录说要搞大跃进就必须虚报。杨献珍“当时看了，心中十分纳闷，不懂这究竟是怎么一回事。”杨献珍经过研究，认为“河南放小麦亩产7000多斤的卫星是假的”，并在不同场合批评大跃进中的虚报浮夸现象及“共产风”。他在河南的讲话不久就被整理和打印出来，到处散发，他得知后吩咐收回，但为时已晚。不久，杨献珍参加了在庐山召开的中共八届八中全会（庐山会议）。1959年11月，康生说杨献珍的讲话是严重错误的，逼令杨献珍对此检查交代，随之又在中宣部亲自布置了对杨献珍的批判，罪名是“反对三面红旗”。对杨献珍的这次批判从1959年11月直到1960年7月，最后以杨献珍的“向党低头认罪”的检讨而结束。1962年初，中央党校校长王从吾（由中共中央监察委员会副书记任上调来）和降为副校长的杨献珍以及艾思奇、侯维煜等副校长参加了“七千人大会”，当时毛泽东说：杨献珍可以翻身。但到1962年9月中共八届十中全会号召“千万不要忘记阶级斗争”之后，这也就无从谈起了。
1964年，康生在中央党校发起了批判杨献珍“合二而一”论的运动。杨献珍及其支持者受到严厉批判。1964年12月19日的全校大会上，陈伯达辱骂杨献珍的支持者孙定国为“冒牌的哲学家”，并首先用“大坏蛋”、“大流氓”、“大骗子”来称呼孙定国。“后来，‘斗’孙定国同志时，发扬了陈伯达式的‘战斗精神’，向他脸上吐唾沫”（见杨献珍《屠害忠良，终身阴贼——揭露康生反革命两面派的嘴脸》）。当夜，孙定国跳进中央党校西南角的人工湖自杀身亡。1965年杨献珍被逐出中央党校，后在“文革”中被关在监狱里八年。中央党校讲师黎明被开除出党，后在“文革”中投井自杀身亡。1964年的这次批判运动挖出了“合二而一”论小集团，并先后从中央党校调出或遣送回乡百余人。不久在“文革”中，这些“合二而一”论分子凡未死的又再次遭到冲击和迫害，直到该案在“文革”结束后获得平反。
1977年3月，中共中央决定恢复建立中国共产党中央委员会党校，即中共中央党校（简称中央党校）。由中共中央主席华国锋兼任校长，中共中央政治局委员汪东兴兼任第一副校长，中国科学院第一副院长兼党的核心小组第一副组长胡耀邦出任副校长并主持日常工作。此时的中央党校已被康生等人把持20多年，积压了大批冤假错案，是“文革”重灾区。胡耀邦上任伊始，便在中央党校率先拉开了中共历史上最大规模的拨乱反正、平反冤假错案工作的序幕。1977年12月9日，中央党校哲学教研室几位工作人员率先贴出揭发康生的小字报，指康生与江青是一丘之貉。数小时后，揭批康生的小字报接二连三贴出。1977年12月中旬，中央党校连续召开四天全校工作人员大会，让教职员工揭发康生罪行。在此基础上，胡耀邦让中央党校和中共中央组织部共同整理出一份康生点名诬陷的干部名册，计603人。1978年11月，胡耀邦将这份材料带到正在召开的中央工作会议上，与会者审阅后感到震惊和愤慨。因此在中共十一届三中全会上揭发了康生的问题，并决定由中央纪律检查委员会立案审查。后来康生被判决为林彪、江青反革命集团的主犯之一。

### 1979~1999
1979年12月25日至1980年1月17日，第一次全国党校工作会议在北京召开，中共中央主席华国锋，副主席邓小平、李先念及中央其他负责人接见了全体代表，邓小平作报告。会议交流了党校复校两年多来的办学经验，讨论了党校工作中需解决好的8项任务。
1987年3月，高扬任中共中央党校校长。任内主持起草了《关于改革中央党校工作的意见》，涉及党校教学、科研、机构及自身建设等一系列问题。同年11月，中共中央政治局会议讨论批准了中央党校的改革意见，并转发全党。
教学是中央党校的中心工作。到21世纪初，中央党校的常规班次主要有进修班、培训班、专题研讨班、师资培训班。
- 进修班：主要轮训省部级、厅局级党员领导干部及县（市）委书记，以研究式教学为主，学制2个月[14]。
- 培训班：以系统的理论学习为主，主要培训省部级后备干部，厅局级中的中青年党员领导干部（中央党校一年制中青年干部培训班），及新疆维吾尔自治区和西藏自治区的少数民族党员领导干部，学制半年或一年[14]。
- 专题研讨班：根据内容需要，学制分为一周、两周或三周，主要针对党的理论建设中的重大问题和经济社会发展中的重大问题进行专题研讨。2000年代以来，中央每年都在中央党校举办省部级主要领导干部专题研讨班[14]。2013年以来，中央党校多次举办省部级高官研讨班，如“省部级主要领导学习贯彻三中全会精神专题研讨班”、“省部级干部学习习总书记系列讲话精神研讨班”、“政法领导学习贯彻习总书记重要讲话精神培训班”等[22]。
- 师资培训班：主要培训省委党校教师，同时与有关部门合作举办以哲学社会科学教学科研骨干为对象的研修班，学制通常一个月[14]。

除上述常规班次外，中央党校还接受有关部门委托举办非常规班次。
中央党校还开展学历教育。1980年，中央党校开始招收研究生。此后研究生教育不断发展。该校研究生教育属于国家承认的正规学历教育，硕士、博士招生的专业均经国务院学位办审核批准。
1985年，中央党校函授学院成立，初衷是解决学业被“文革”耽误的党政干部的学历提升问题。1986年正式对外招生。1993年，应各地党校联办的要求，中央党校函授学院正式在全国各地设分院。1996年统一建立四级办学体制：中央党校设函授总院，省级党校设分院，市级党校设学区，有条件的区县党校设辅导站，下设班和组。同时确定学费实行“四马分肥”模式，学费分摊比例大致是：总院收10%，分院控制在15%，学区控制在20%-25%，剩下大部分给辅导站。招生规模到1994年后每年招生人数超过20万人。但随着国民教育序列的高等教育自学考试及成人高考，以及网络教育的兴起，党校函授学历教育招生面临竞争。而且改革开放后成长起来的党政干部多已通过国民教育序列获正式文凭。自1983年起，中共中央就党校办学曾下发五个文件，赋予党校函授办学依据，并多次声明“党校文凭可以享受与国民教育相应学历的有关待遇。”1995年烟台教育工作会议上，国家教委办公厅批转了一个司局的文件，称党校学历不属国民教育学历序列，不作为报考国民教育系列专科升本科和研究生教育的学历依据。中央党校去交涉，国家教委提议可将党校列入国民教育学历，但仅将中央党校作为北京市的一所高校，每年仅给几百个招生名额，因此交涉失败。在党政系统内部，党校文凭在职务任免、人事升迁、工资待遇上已享受通行待遇。但国家教育主管部门多次明文重申，党校学历不属国民教育序列，所以国家司法考试、注册会计师全国统一考试、全国高等教育自学考试等均明确拒绝党校函授学历。各级党校的财政投入沿袭了机关包干制的经费模式，财政拨款仅及正常运转费用的一半甚至更少，函授收入几乎成为基层党校维持运转的经济命脉。2007年，鉴于党校函授教育产生的乱象，中央党校以 “针对干部学历补课的历史使命已经完成”为由，决定自2008年起中央党校停办函授教育。
自1994年以来，中央党校进一步加强基本建设，新改建学员楼、综合楼、学员食堂等同时全校的绿化覆盖率达80.7%，21世纪初每年都被北京市和中直机关评为绿化先进单位。1999年9月1日中央党校校园网络和远程教学网络初步建成，中共中央政治局常委、中央书记处书记、中央党校校长胡锦涛出席开通仪式并讲话。

### 2000~

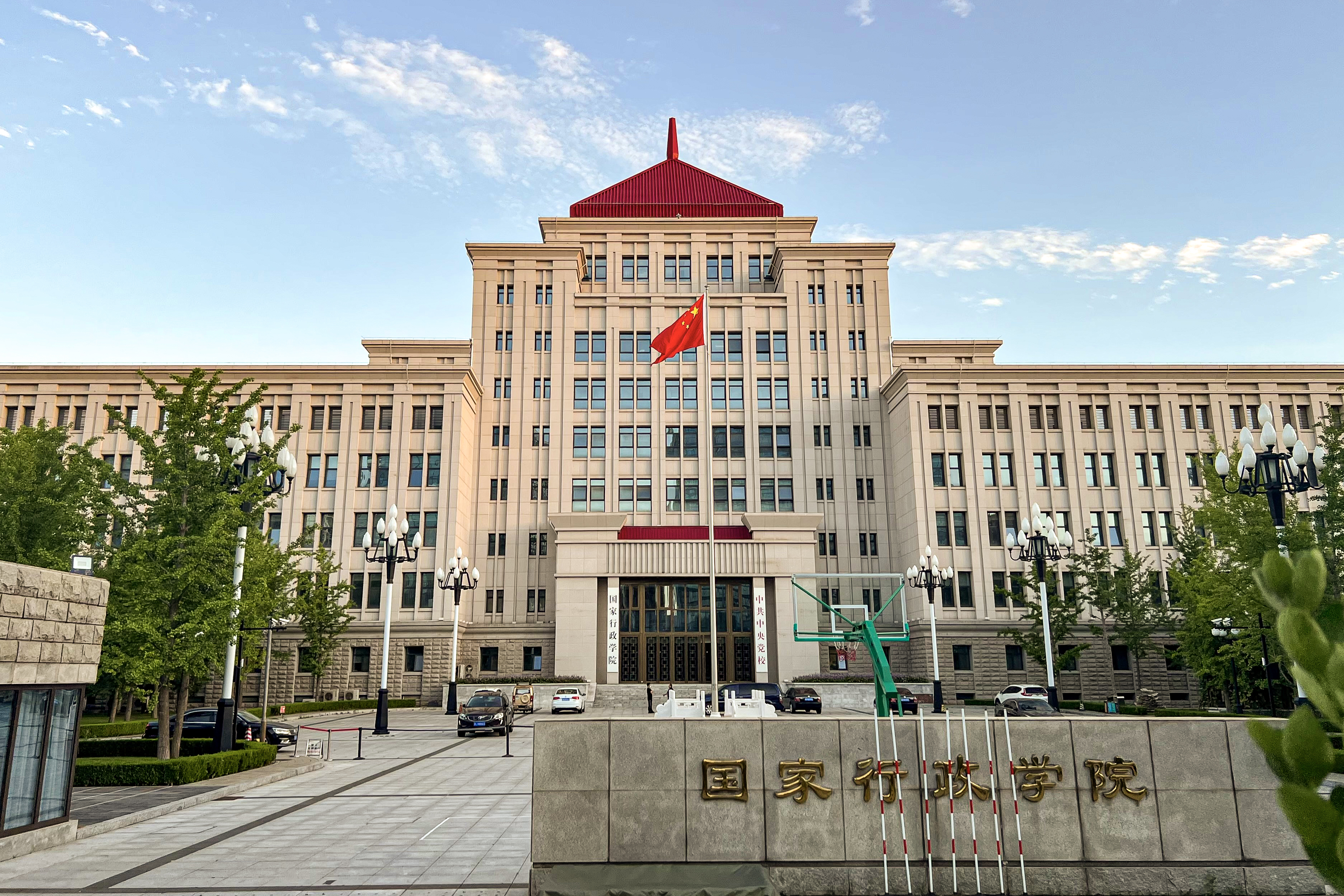
原国家行政学院并入中央党校后同时挂有两块牌匾

2000年6月中共中央颁发《关于面向21世纪加强和改进党校工作的决定》和召开第五次全国党校工作会议，党校事业进入新阶段。
2007年7月17日，中央党校发布公告，中共中央党校校务委员会决定撤销中共中央党校投资监管办公室，撤销决定自2007年7月5日起生效。
2009年7月3日，中央党校在《人民日报》上刊登公告，称中央党校校务委员会决定，“中央党校经济研究中心”“中央党校市场经济研究中心”“中央党校管理科学研究中心”“中央党校企业发展研究中心”已经撤销，印章予以废止，同时对另外六个研究中心的领导体制和领导成员进行调整。
2015年12月13日，《中共中央关于加强和改进新形势下党校工作的意见》发布。
2017年5月2日，《中共中央党校关于撤销中共中央党校社会发展研究中心等7个编外研究中心的声明》，经中共中央党校校务委员会研究，决定撤销中共中央党校社会发展研究中心、中共中央党校中国经济研究中心、中共中央党校“三农”问题研究中心、中共中央党校妇女研究中心、中共中央党校国情国策研究中心、中共中央党校国际战略研究中心、中共中央党校亚洲太平洋地区研究中心等7个编外研究中心。
根据2018年3月21日中共中央印发的《深化党和国家机构改革方案》中，原中央党校和国家行政学院的职责整合，组建新的中央党校（国家行政学院），实行一个机构两块牌子，作为中共中央直属事业单位。

## 职责
根据《中国共产党党校（行政学院）工作条例》《中共中央党校（国家行政学院）职能配置、内设机构和人员编制规定》，中共中央党校（国家行政学院）承担下列职能：
1. 发挥干部教育培训主渠道作用，有计划地培训省部级领导干部、厅局级领导干部、优秀中青年干部、国有重点骨干企业负责人、中管高校负责人、县（市）委书记、少数民族领导干部、理论宣传骨干、哲学社会科学教学科研骨干，负责对学员在培训期间的表现进行考核，提出考核意见。
2. 对学员进行马克思列宁主义、毛泽东思想、邓小平理论、“三个代表”重要思想、科学发展观、习近平新时代中国特色社会主义思想教育和党性教育，引导学员增强“四个意识”，坚定“四个自信”，坚决维护以习近平同志为核心的党中央权威和集中统一领导，自觉在思想上政治上行动上同党中央保持高度一致。
3. 开展重大理论问题和现实问题研究，承担党中央决策咨询服务，发挥新型高端智库作用。
4. 受党中央委托，举办各类专题研讨班，研讨重大理论、战略和方针政策问题。
5. 以培养马克思主义理论人才为主要目标，按照党中央要求和国家有关学位与研究生教育法规政策，在国家批准的学科和专业学位类别内开展博士、硕士学位研究生教育。
6. 对全国各级党校（行政学院）进行业务指导，承担各级党校（行政学院）领导干部和教研骨干的培训，组织编写党校（行政学院）基本教材。
7. 受香港、澳门特别行政区政府委托，为其培训高级公务员。
8. 以多种方式开展同国（境）外学术研究机构、智库、政党、政府机构、国际组织等的学术交流和合作办学。
9. 完成党中央交办的其他任务。

## 机构设置
根据《中共中央党校（国家行政学院）职能配置、内设机构和人员编制规定》，中共中央党校（国家行政学院）设置下列机构：

### 内设机构
- 办公厅
- 教务部
- 科研部
- 马克思主义学院
- 哲学教研部
- 经济学教研部
- 科学社会主义教研部
- 公共管理教研部
- 政治和法律教研部
- 社会和生态文明教研部
- 文史教研部
- 中共党史教研部
- 党的建设教研部
- 国际战略研究院
- 进修一部
- 进修二部
- 培训部
- 研究生院
- 图书和文化馆
- 研究室
- 国际合作部（港澳台办公室）
- 组织部
- 行政财务部
- 信息技术部
- 机关党委
- 离退休干部局

### 直属事业单位
- 机关服务中心（机关服务局）
- 应急管理培训中心（中欧应急管理学院）
- 报刊社
- 全国党校（行政学院）教师进修学院
- 国际和港澳培训中心

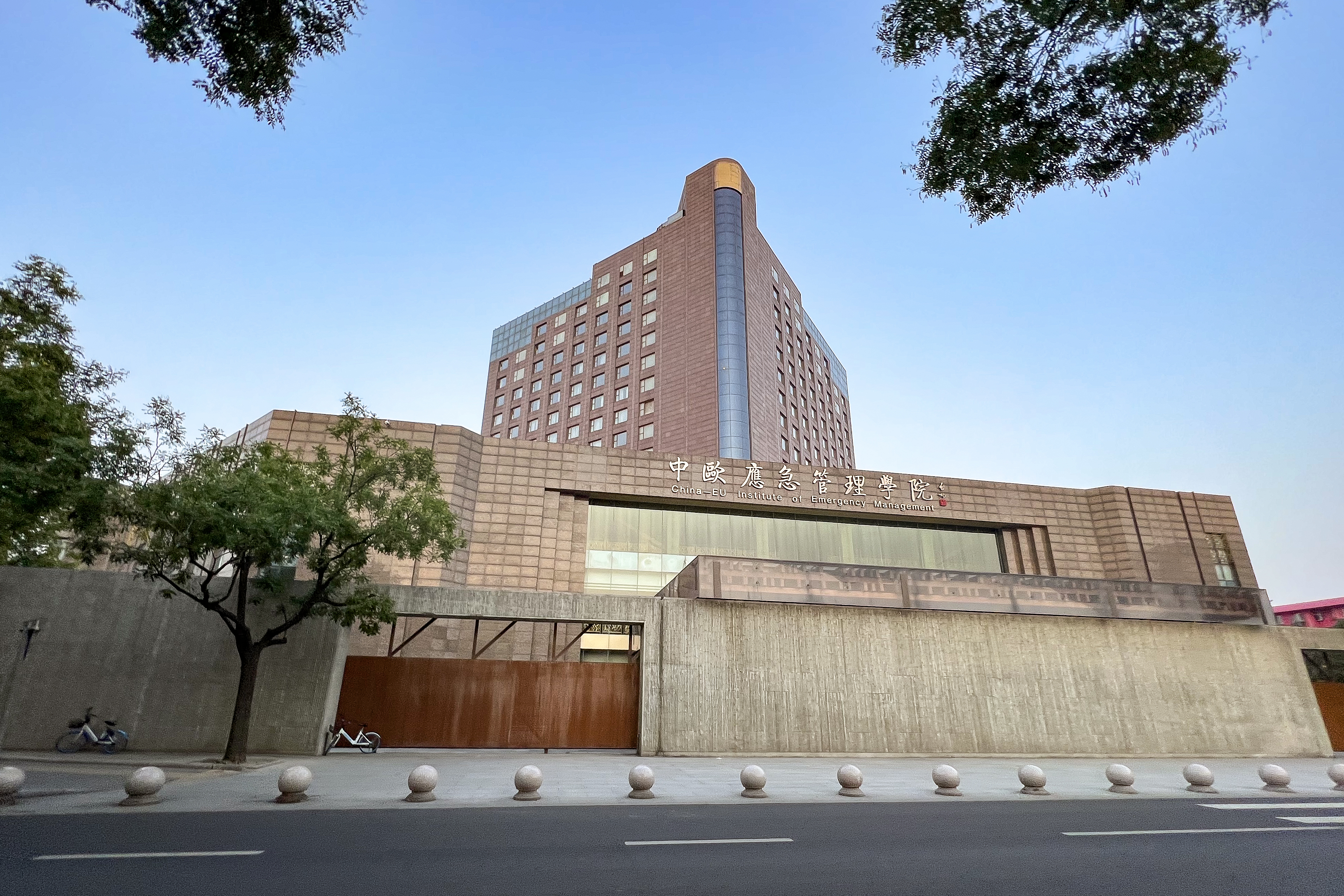
中欧应急管理学院（原皇苑大酒店）

- 领导人员考试测评研究中心（电子政务研究中心）

### 直属企业单位
- 中央党校出版集团有限公司

### 主管社会团体
- 中国马克思主义研究基金会

### 共建单位
- 中共中央党校中央和国家机关分校（中央和国家机关党校）[註 1]
- 中共中央党校国务院国有资产监督管理委员会分校（国务院国有资产监督管理委员会干部教育培训中心）[註 2]
- 中共中央党校部队分部[32][35]

## 历任领导
附：中共苏区中央局党校
校长
1. 任弼时（1931年11月－1933年3月，中共苏区中央局副书记兼组织部部长兼）[36]

中共中央党校
| 校长 1. 任弼时（1933年3月－4月22日，中共苏区中央局副书记兼组织部部长兼） 2. 张闻天（1933年4月－1934年1月，中共中央局宣传部部长兼马克思共产主义学校校长） 3. 李维汉（1934年1月－长征开始，中共中央局组织部部长兼马克思共产主义学校校长） 4. 董必武（1935年底－1937年4月） 5. 李维汉（1937年4月－1938年3月，代理校长） 6. 康生（1938年3月－10月） 7. 陈云（1938年10月－1941年12月） 8. 邓发（1941年12月－1943年3月） 9. 毛泽东（1943年3月－1947年3月停办） 10. 刘少奇（1948年7月－1953年3月，中共中央马克思列宁学院院长） 11. 凯丰（1953年3月－1954年11月，中共中央马克思列宁学院院长） 12. 李卓然（1954年11月－1955年4月，中共中央马克思列宁学院院长） 13. 杨献珍（1955年4月－1955年8月，中共中央马克思列宁学院院长；1955年8月－1961年2月，中共中央直属高级党校校长） 14. 王从吾（1961年2月－1963年1月，中共中央直属高级党校校长） 15. 林枫（1963年1月－1966年8月，中共中央直属高级党校校长） 16. 华国锋（1977年3月－1982年4月，中共中央主席兼） 17. 王震（1982年4月－1987年3月） 18. 高扬（1987年3月－1989年3月） 19. 乔石（1989年3月－1993年2月，中共中央政治局常委、中央书记处书记、中央纪委书记、中央政法委书记兼） 20. 胡锦涛（1993年2月－2002年12月，中共中央政治局常委、中央书记处书记兼） 21. 曾庆红（2002年12月－2007年12月，中共中央政治局常委、中央书记处书记兼） 22. 习近平（2007年12月－2012年12月，中共中央政治局常委、中央书记处书记兼） 23. 刘云山（2013年1月－2017年10月，中共中央政治局常委、中央书记处书记兼） 24. 陈希（2017年10月－，中共中央政治局委员、中央书记处书记〔2022年10月免兼职〕、中央组织部部长〔2023年4月免兼职〕兼） 教育长 - 董必武（1933年4月－1934年1月，马克思共产主义学校教育长） - 彭真（1942年2月－1943年3月） - 安子文（1943年－1947年3月停办） - 杨献珍（1948年11月－1953年3月，中共中央马克思列宁学院教育长） …… - 李践为（？－1966年，中共中央马克思列宁学院教育长） - 宋振庭（1979年3月－1983年10月） …… - 李兴山（？－2008年） - 郝时晋（2008年－2009年） - 张伯里（2009年12月－2011年1月） - 徐伟新（2011年1月－2012年4月） - 贾高建（2012年4月－2013年1月） - 赵长茂（2013年6月－2014年3月） - 王东京（2014年3月－2015年2月） - 甄占民（2015年8月－2016年10月） - 罗宗毅（2016年10月－2018年3月） - 龚维斌（2021年5月－2022年4月） - 李文堂（2022年7月－2023年6月） - 张忠军（2024年10月－） | 第一副校长 - 汪东兴（1977年3月－1978年12月） - 蒋南翔（1982年8月－1988年5月） 常务副校长 - 高狄（1988年4月－1989年6月） - 薛驹（1989年6月－1993年7月） - 汪家镠（1993年7月－1998年2月） - 郑必坚（1998年2月－2002年3月） - 虞云耀（2002年3月－2006年7月） - 苏荣（2006年6月－2007年11月） - 李景田（2007年12月－2013年9月） - 何毅亭（2013年9月－2020年12月） - 李书磊（2020年12月－2022年4月） - 谢春涛（2022年6月－） 副校长 - 杨尚昆（1933年4月－6月，马克思共产主义学校副校长） - 董必武（1933年6月－1934年1月，马克思共产主义学校副校长） - 冯雪峰（1934年1月－长征开始，马克思共产主义学校副校长） - 谢觉哉（1938年10月－1941年12月） - 彭真（1943年3月－1946年底） - 陈伯达（1948年7月－1953年3月，中共中央马克思列宁学院副院长） - 杨献珍（1953年3月－1955年4月，中共中央马克思列宁学院副院长；1961年2月－1965年9月，中共中央直属高级党校副校长） - 侯维煜（1953年3月－1955年8月，中共中央马克思列宁学院副院长；1955年8月－1961年12月，中共中央直属高级党校副校长） - 艾思奇（1959年－1966年3月22日逝世，中共中央直属高级党校副校长） - 范若愚（1959年－1966年，中共中央直属高级党校副校长） - 贾震（1963年1月－1966年5月，中共中央直属高级党校副校长） - 龚逢春（1963年8月－1966年6月，中共中央直属高级党校副校长） - 胡耀邦（1977年3月－1980年12月） - 马文瑞（1977年12月－1978年12月） - 冯文彬（1978年10月－1982年10月） - 张平化（1978年12月－1979年2月） - 安子文（1979年1月－1980年6月） - 李荒（1981年10月－1982年4月） - 韩树英（1983年10月－1988年7月） - 陈维仁（1984年9月－1988年7月） - 苏星（1988年4月－1998年2月） - 邢贲思（1988年7月－1999年3月） - 刘胜玉（1993年4月－2000年4月） - 龚育之（1994年3月－1999年3月） - 刘海藩（1994年3月－2001年7月） - 杨春贵（1994年3月－2001年7月） - 郑必坚（1997年8月－1998年2月） - 王伟光（1998年2月－2007年12月） - 张志新（1998年2月－2003年1月） - 李君如（1993年3月－2008年12月） - 虞云耀（2001年7月－2002年3月） - 石泰峰（2001年7月－2010年9月） - 孙庆聚（2003年1月－2012年4月） - 陈宝生（2008年6月－2013年3月） - 李书磊（2008年12月－2014年1月） - 张伯里（2011年1月－2015年2月） - 徐伟新（2012年4月－2016年10月） - 黄浩涛（2013年6月－2018年3月） - 王东京（2015年2月－2020年3月） - 甄占民（2016年10月－2022年6月） - 黄宪起（2017年6月－2018年3月） - 李季（2018年3月－2022年4月） - 谢春涛（2018年6月－2022年6月） - 李毅（2020年3月－） - 龚维斌（2022年4月－） - 李文堂（2023年6月－） |